# Arthur Kennedy (aktor)
John Arthur Kennedy (ur. 17 lutego 1914 w Worcester, zm. 5 stycznia 1990 w Branford) – amerykański aktor, pięciokrotnie nominowany do Oscara za role pierwszo- i drugoplanowe.

## Filmografia
- Droga do sukcesu (City for Conquest, 1940) jako Eddie Kenny
- High Sierra (1941) jako Red Hattery
- Umarli w butach (They Died with Their Boots On, 1941) jako Ned Sharp
- Strange Alibi (1941) jako sierżant Joe Geary
- Desperate Journey (1942) jako porucznik Terens Forbes
- Mściwy jastrząb (1943) jako porucznik Thomas C. McMartin
- Resisting Enemy Interrogation (1944) jako sierżant Alfred Mason (niewymieniony w napisach)
- Devotion (1946) jako Branwell Brontë
- Bumerang (Boomerang, 1947) jako John Waldron
- Cheyenne (1947) jako Sundance Kid
- Champion (1949) jako Connie Kelly
- Z kroniki wypadków (Chicago Deadline, 1949) jako Tommy Ditman
- Too Late for Tears (1949) jako Alan Palmer
- The Walking Hills (1949) jako Chalk
- The Window (1949) jako Ed Woodry
- Szklana menażeria (The Glass Menagerie, 1950) jako Tom Wingfield
- Bright Victory (1951) jako Larry Nevins
- Zakole rzeki (Bend of the River, 1952) jako Emerson Cole
- The Girl in White (1952) jako Ben Barringer
- Ranczo złoczyńców (Rancho Notorious, 1952) jako Vern Haskell
- Nieokiełznani (The Lusty Men, 1952) jako Wes Merritt
- Impulse (1954) jako Alan Curtis
- Crashout (1955) jako Joe Quinn
- Mściciel z Laramie (The Man From Laramie, 1955) jako Vic Hansbro
- Godziny rozpaczy (The Desperate Hours, 1955) jako Jesse Bard
- Trial (1955) jako Bernard Castle
- The Naked Dawn (1955) jako Santiago
- Peyton Place (1957) jako Lucas Cross
- Długi tydzień w Parkman (Some Came Running, 1958) jako Frank Hirsh
- A Summer Place (1959) jako Bart Hunter
- Elmer Gantry (1960) jako Jim Lefferts
- Claudelle Inglish (1961) jako Clyde Inglish
- People Need People (1961) – odcinek serialu telewizyjnego Alcoa Premiere
- Barabasz (Barabbas, 1961) jako Poncjusz Piłat
- Śmierć ma okna (Murder, She Said, 1961) jako dr Paul Quimper
- Przygody młodego człowieka (Hemingway's Adventures of a Young Man, 1962) jako dr Adams
- Lawrence z Arabii (Lawrence of Arabia, 1962) jako Jackson Bentley
- Jesień Czejenów (Cheyenne Autumn, 1964) jako Doc Holliday
- Oni szli na Wschód (Italiani brava gente, 1964) jako major Ferro Maria Ferri
- Radość o poranku (Joy in the Morning, 1965) jako Patrick Brown
- Joaquín Murrieta (1965) jako kapitan Love
- Nevada Smith (1966) jako Bill Bowdre
- Fantastyczna podróż (Fantastic Voyage, 1966) jako dr Peter Duval
- La chica del lunes (1967) jako Peter Richardson
- Rewolwer (Day of the Evil Gun, 1968) jako Owen Forbes
- Bitwa o Anzio (Anzio, 1968) jako generał Jack Lesley
- Żywy lub martwy (Un minuto per pregare, un instante per morire, 1968) jako szeryf Roy W. Colby
- Ludojad (Shark!, 1969) jako Doc
- Cześć, bohaterze! (Hail, Hero!, 1969) jako Albert Dixon
- The Movie Murderer (1970) jako Angus MacGregor – film telewizyjny
- My Old Man’s Place (1971) jako Walter Pell
- A Death of Innocence (1971) jako Mark Hirsch – film telewizyjny
- Crawlspace (1972) jako Albert Graves – film telewizyjny
- Baciamo le mani (1973) jako don Angelino Ferrante
- Ricco (Un tipo con una faccia strana ti cerca per ucciderti, 1973) jako don Vito
- The President’s Plane Is Missing (1973) jako Gunther Damon – film telewizyjny
- Nakia (1974) jako szeryf Sam Jericho – serial telewizyjny
- Żywe trupy w Manchester Morgue (Non si deve profanare il sonno dei morti, 1974) jako sierżant
- Antychryst (L'anticristo, 1974) jako biskup Ascanio Oderisi
- The Man from Independence (1974) jako Tom Pendergast
- La polizia ha le mani legate (1975) jako Armando Di Federico
- Roma a mano armata (1976) jako Ruini
- Ab morgen sind wir reich und ehrlich (1976) jako Mike Jannacone
- Bractwo strażników ciemności (The Sentinel, 1977) jako monsignor Franchino
- Nove ospiti per un delitto (1977) jako starzec Ubaldo
- Byłem agentem CIA (Sono stato un agente CIA, 1978) jako szef oddziału CIA w Atenach
- Gli ultimi angeli (1978) jako dziadek
- Grota rekinów (Bermude: la fossa maledetta, 1978) jako pan Jackson
- El Ciclón (1978) jako ksiądz
- L'umanoide (1979) jako dr Kraspin
- Znaki życia (Signs of Life, 1989) jako Owen Coughlin
- Grandpa (1990)

## Nagrody
- Nagroda Tony Najlepsza drugoplanowa męska kreacja aktorska w sztuce dramatycznej: 1949 Śmierć komiwojażera
- Złoty Glob Najlepszy aktor drugoplanowy: 1956 Trial